# Gosbeck
Gosbeck is een civil parish in het bestuurlijke gebied Mid Suffolk, in het Engelse graafschap Suffolk met 236 inwoners.